# Bartlett (Texas)
Bartlett város az USA Texas államában, Williamson megyében. Lakosainak száma 1633 fő (2020. április 1.).

## Népesség
A település népességének változása:

| 2010 | 1 623 |
| 2020 | 1 633 |